# Niedrzew Pierwszy
Niedrzew Pierwszy [pronunciación en polaco: /ˈɲɛdʐɛf ˈpjɛrfʂɨ/] es un pueblo ubicado en el distrito administrativo de Gmina Strzelce, dentro del condado de Kutno, Voivodato de Łódź, en el centro de Polonia. Se encuentra a unos 6 kilómetros al noroeste de Strzelce, a 12 kilómetros al norte de Kutno, y a 63 kilómetros al norte de la capital regional Łódź.